# 瓦茨圣拉斯洛
瓦茨圣拉斯洛（匈牙利語：Vácszentlászló）是匈牙利佩斯州所辖的一个村。总面积29.87平方公里，总人口2124，人口密度71.1人/平方公里（2011年1月1日）。